# Komiks

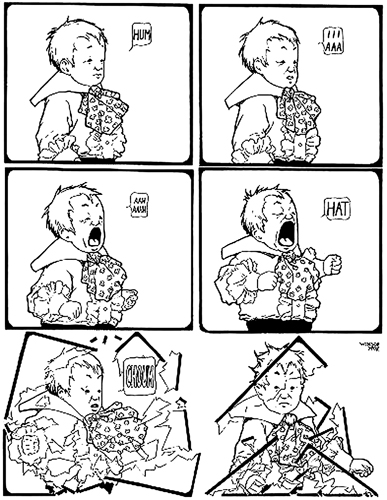
Przykład czarno-białego komiksu

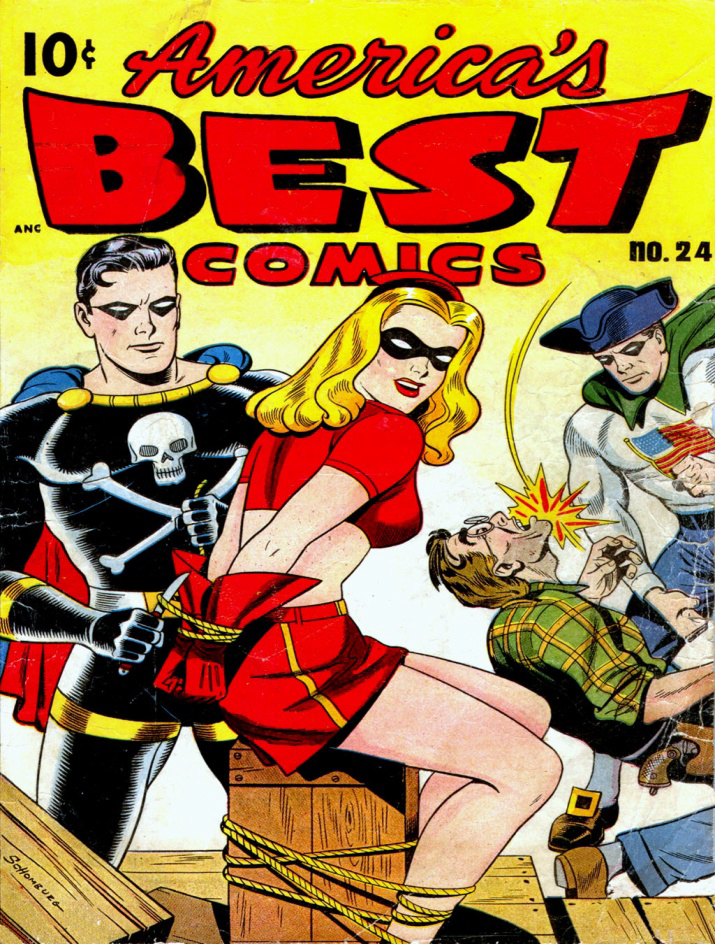
Okładka amerykańskiego komiksu pt. America's Best Comics nr 24 z grudnia 1946

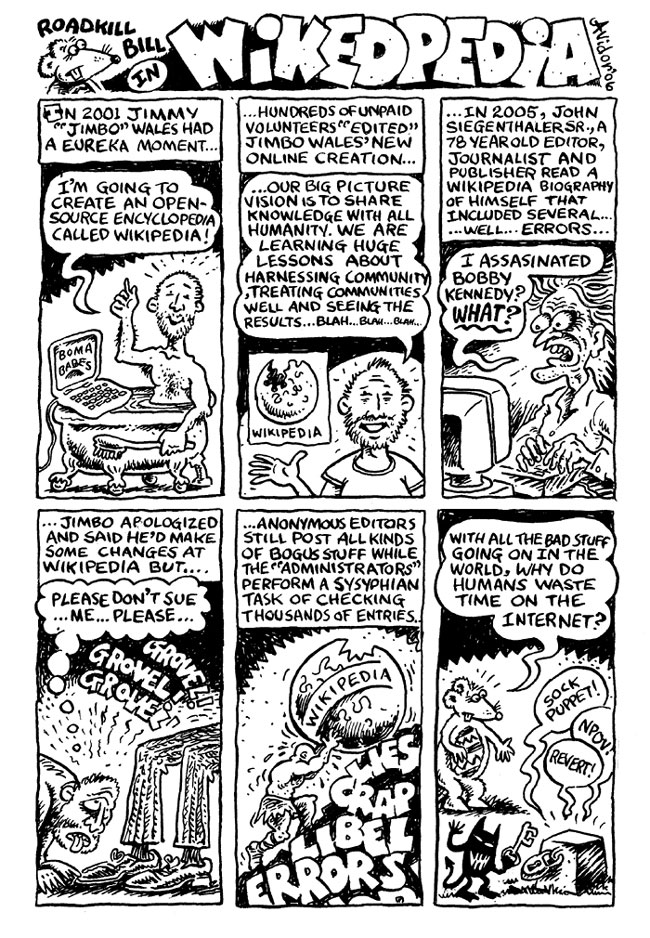
Komiks „Wikedpedia”

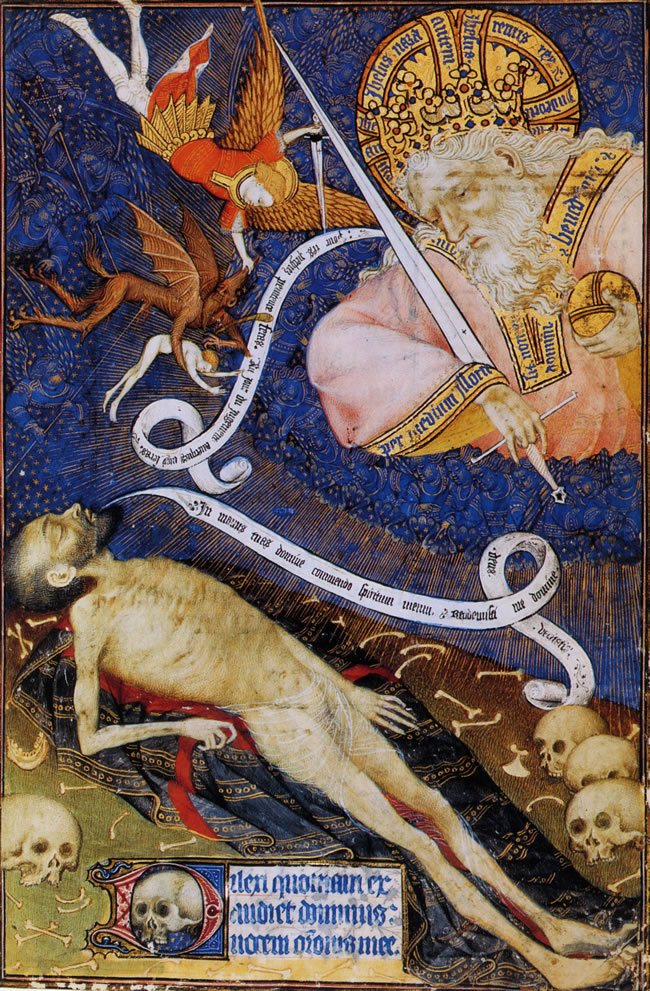
Zmarły przed sądem Boskim Mistrza godzinek Rohan (XV wiek) – filakterie zawierające wypowiedzi zmarłego i Boga wyglądają jak prototypy późniejszych komiksowych „dymków”

Komiks – sekwencyjna historia obrazkowa, z dodanym tekstem, publikowana w prasie lub w formie osobnych zeszytów, która wykształciła się jako odrębna forma wydawnicza na przełomie XIX i XX wieku z gazetowej grafiki satyrycznej.

## Nazwa
Polski wyraz „komiks” jest spolszczeniem angielskiego zwrotu comic strip, który upowszechnił się w liczbie mnogiej jako potoczny skrótowiec comics. Drugi wywód wiąże pochodzenie nazwy od satyrycznego charakteru pierwszych komiksów. Nazwa comic oznacza w języku angielskim termin komiczny czyli komediowy. Nazwa ta przyjęła się także w innych językach jednak stosowane są w nich również odrębne nazwy jak np. francuski odpowiednik bande dessinee lub włoski fumetti, czyli po polsku „dymki”.
Pojęcia the comics strip po raz pierwszy użył amerykański pisarz Gilbert Seldes w prekursorskiej książce o amerykańskiej kulturze masowej The Seven Liveely Arts wydanej w 1924 roku w USA. Angielski termin comics strip oznacza „długi, wąski pasek; seria obrazków umieszczonych w linii”. W takiej formie był bowiem reprodukowany w amerykańskich codziennych gazetach. Skrótu comics na nazwanie gatunku po raz pierwszy użyto w latach 30. XX wieku i rozpowszechnił się on później na całym świecie dopiero po II wojnie światowej. We Francji w 1914 roku komiksy nazywane były histoires en images (pol. historie obrazkowe) oraz illustrations (pol. ilustracje), a w Wielkiej Brytanii i USA początkowo nazywano je adventures (pol. przygody) oraz funnies. Na całym świecie, poza Stanami Zjednoczonymi, zarówno nazwa comics jak również terminologia z nim związana nie była obecna w większości słowników i encyklopedii przed rokiem 1950. Jeszcze w 1953 roku w jednym z anglojęzycznych słowników termin comics zakwalifikowany został jako neologizm.
W Polsce używano również rodzimych nazw na określenie gatunku. W okresie międzywojennym oraz w okresie PRL podobnie jak we Francji używano nazwy „historyjki obrazkowe” oraz „kolorowe zeszyty”.

## Definicja

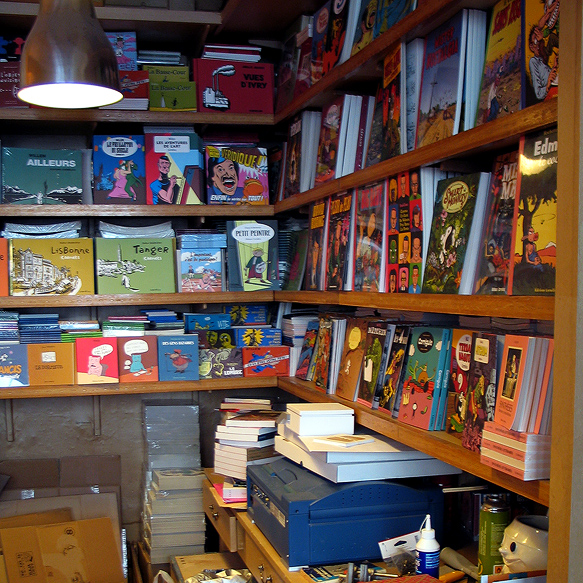
Zdjęcie z księgarni, z różnymi formatami komiksów, ustawionymi na półkach

Definicja pracy uznawanej za komiks nie jest jednoznaczna. Istnieje kilka równoległych teorii na ten temat, z których najbardziej popularne są zazwyczaj dwie. Pierwsza rozpowszechniona głównie w USA uznaje za komiks sekwencyjną historię obrazkową, publikowaną co najmniej w dwóch odcinkach (dzięki czemu stanowi serię) z zastosowaniem kadrów oraz charakterystycznych dymków, zawierających wewnątrz tekst.
Mniej ortodoksyjna definicja, która rozpowszechniona jest głównie w Europie za komiks uznaje opowiadanie, tworzące narrację za pomocą co najmniej dwóch kadrów z rysunkami (najczęstszą formą komiksu jest zbiór kadrów, zwany planszą). Kadry zazwyczaj zaopatrzone są w teksty narratora (po boku) i/lub wypowiedzi postaci (w dymkach). O zakwalifikowaniu danej narracji jako komiksu, decyduje m.in.: wkomponowanie tekstu w obraz, graficzne elementy upływu czasu (tzw. „rynna”), powiązanie semantyczne kadrów, ikoniczność znaków.
Rozbieżności interpretacji tego co jest komiksem, a co nim nie jest wynikają bezpośrednio z faktu, że nowoczesna forma komiksu jaką znamy obecnie wykształciła się w latach dwudziestych w USA. Rozpowszechniła się ona w XX wieku na całym świecie wraz ze wzrostem popularności amerykańskiej popkultury. Amerykanie uważają komiks za przejaw swojej rodzimej kultury narodowej i w tym duchu definiują zjawisko podczas kiedy Europejczycy szukają źródeł w znacznie dłuższej od amerykańskiej perspektywie europejskiej kultury i sztuki.
W zależności od przyjętej definicji zmienia się periodyzacja ram czasowych, w których forma komiksu się wykształciła. Badacze zjawiska, którzy przyjmują wersję ortodoksyjną uznającą za komiks jedynie formę jaka obowiązuje obecnie uznają za początek komiksu przełom XIX i XX wieku. Z kolei mniej rygorystyczne kryteria przyjęte przez badaczy, którzy szukają historycznych korzeni oraz form, z których komiks się wykształcił za protokomiksy uznają wcześniejsze artystyczne prace malarskie i rysunkowe. Wiąże się to również z aktualnymi, eksperymentalnymi formami komiksowymi. Awangardowe komiksy często w ogóle nie zawierają tekstów i prowadzą narrację jedynie za pomocą grafiki nie posiadając ani charakterystycznych dymków, ani żadnych tekstów, ani nawet osobnych, odseparowanych kadrów zawierających rysunki. Ewolucja oraz różnorodność form graficznych czasem sprawia trudności w zakwalifikowaniu danej pracy jako komiks.

## Dane techniczne
W Stanach Zjednoczonych w procesie projektowania, tworzenia oraz publikowania komiksów na duży rynek amerykański wykształciła się w specjalistycznych wydawnictwach praca zespołowa. Ze względu na zorganizowaną pracę w zespole w komercyjnych firmach wydających duże ilości serii wielu rodzajów komisów, podobnie jak w przypadku innych firm wydawniczych pracą kieruje zespół redakcyjny. W USA nastąpiła również charakterystyczna dla specyfiki komiksów specjalizacja zawodowa: projektanci – zajmujący się tworzeniem wyglądu postaci bohaterów, scenarzyści – tworzący warstwę fabularną historii, inkerzy – zajmujący się jedynie wykonaniem tzw. outline czyli czarnego rysunku tuszem, koloryści – nakładający tylko kolory oraz liternicy – rysujący jedynie dymki z tekstem oraz efekty z tym związane. Komercyjna metoda tworzenia komiksów początkowo charakterystyczna była dla USA gdzie działały korporacje medialne „przemysłowo” zajmujące się przetwarzaniem grafiki: The Walt Disney Company oraz podległego mu Marvel Comics oraz należący do koncernu Time Warner – DC Comics. Komercyjny sukces oraz globalny zasięg tych firm spowodował, że metody pracy zaadaptowali również producenci komiksów z innych krajów świata m.in. japońskich twórców Manga, a także rozwinął się on w niektórych państwach europejskich np. działająca w Polsce duńska firma Egmont.
Dla Europy jednak bardziej charakterystyczne jest zjawisko spersonalizowanych oraz indywidualnych form komiksowych. Dominuje tutaj komiks autorski gdzie komiksy tworzone są przez jednego twórcę, a najczęściej przez zespół dwóch autorów: scenarzysty oraz rysownika. Na kontynencie europejskim dzięki odmiennej metodzie tworzenia komiksów wytworzył się także komiks artystyczny oraz awangardowy, który w Stanach Zjednoczonych ma mniejsze znaczenie oraz niewielki udział na rynku komiksów.
Artyści czerpią często inspirację z książek, filmów i innych dziedzin sztuki. Od lat same stają się inspiracją nowo powstających filmów. Krótkie historie komiksowe umieszczane są w czasopismach, wydawane w formie zeszytów, albumów, czy wreszcie bibliofilskich edycji w ozdobnej oprawie.

### Formaty
- zeszyt – termin najczęściej odnosi się do amerykańskiego komiksu liczącego 24 strony i wydawanego w regularnych odstępach czasu (48 w typowym zeszycie frankofońskim). W Ameryce stosuje się na ich określenie słowo comics;
- album – najczęściej stosowane określenie jednego egzemplarza komiksu wydanego jako książka, stosowane też na określenie pojedynczego zeszytu;
  - one-shot – amerykańskie określenie dotyczące pojedynczego albumu, niebędącego częścią serii;
  - tomik – określenie stosowane dla określenia albumów mangi, czasami samo słowo manga jest używane w odniesieniu do tomiku. W Japonii stosuje się termin tankōbon[6];
  - TPB – (od ang. trade paperback) określenie zbiorcze wydania kilku zeszytów / albumów. W potocznym języku środowiskowym czasem jako „trejd”;
- powieść graficzna – komiks wydany od razu jako książka lub zbiór kilku zeszytów[7]. Część osób uważa, że ta forma komiksów posiada większe walory artystyczne; nieco mylne określenie, mające na celu odróżnianie „poważniejszych” albumów traktujących o poważniejszej tematyce niż przeciętny komiks; używane często, aby zastąpić pejoratywnie kojarzone w niektórych środowiskach określenie „komiks”;
- pasek komiksowy to krótka forma komiksowa publikowana pierwotnie w gazetach codziennych. W Ameryce stosuje się na ich określenie słowo comic strips;

## Rys historyczny

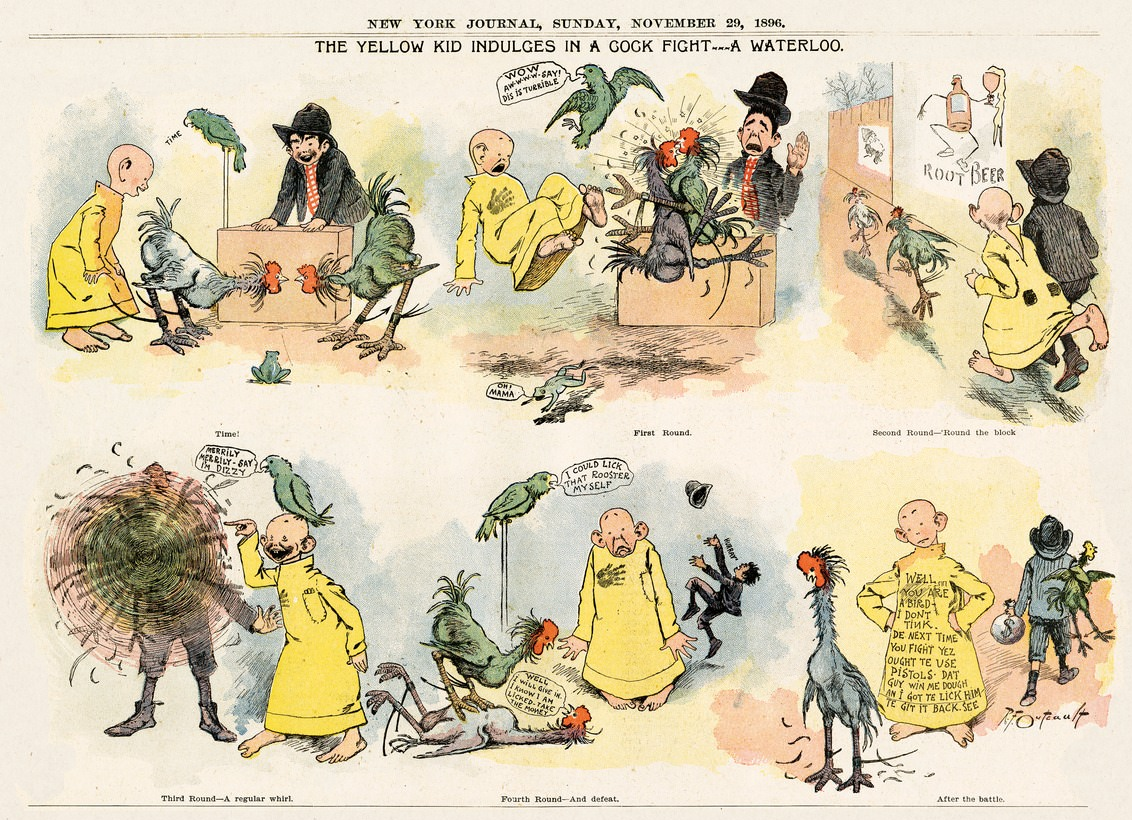
Yellow Kid opublikowany w New York Journal (1896)

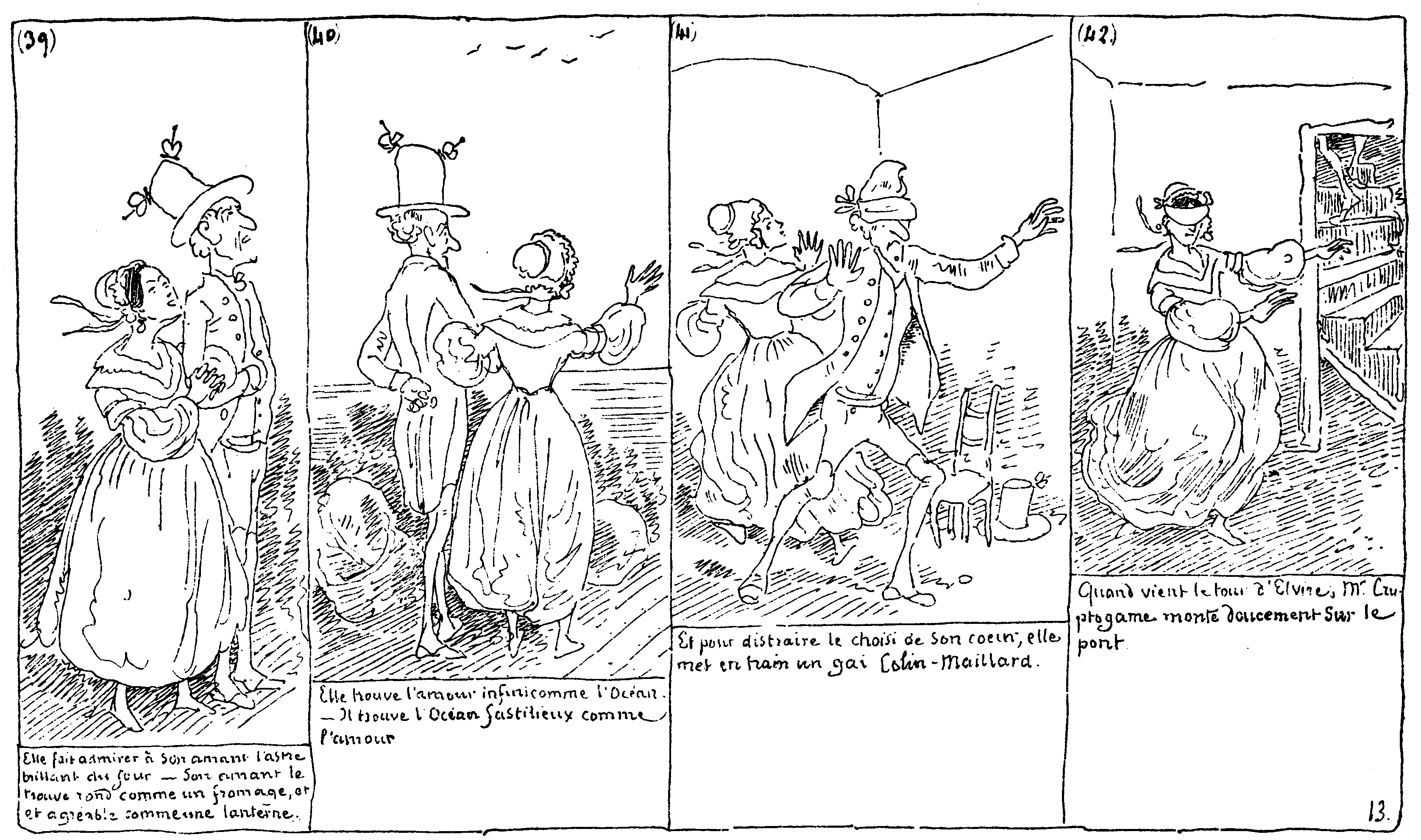
Przykład opowieści graficznej Rodolphe'a Töpffer'a (1830)

Początków komiksu niektórzy badacze doszukują się już w średniowieczu. Tworzono historie obrazkowe z krótkimi komentarzami sławiące bohaterskie czyny czy historie świętych (np. tkanina z Bayeux). Na niektórych malowidłach czy miniaturach z ust przedstawionych postaci wychodziły banderole z ich wypowiedziami. Te formy graficzne zostają upowszechnione w czasach nowożytnych, gdy wraz z rozwojem druku, pojawiają się satyryczne grafiki polityczne. Za ojca współczesnego komiksu uważa się Rodolphe'a Töpffer'a oraz jego ilustrowane opowieści.
Rozwój komiksów związany jest z rozwojem prasy XIX-wiecznej. Wówczas to zaczęto publikować w prasie codziennej krótkie historyjki obrazkowe w odcinkach. Miały one zwykle charakter komediowy, stąd też wywodzi się ich nazwa pochodząca z angielskiego słowa comic – "komiczny". Formę paska otrzymał komiks w początkach XX wieku w Stanach Zjednoczonych. Ustaliły się jego typowe cechy: krótka i zwarta budowa złożona z kilku obrazków w formie paska, dymki z tekstami. Szybko zaczęły cieszyć się taką popularnością, że zaczęto je wydawać w formie zeszytów tzw. comic book. Do połowy XX wieku komiksy drukowane w gazetach były czarno-białe. Dopiero w latach 70. w czasie wzrostu popularności komiksów na całym świecie zaczął dominować druk w kolorze.
Za pierwsze komiksy uznaje się zwykle serię Yellow Kid / Hogan's Alley publikowane w New York World oraz New York Journal.

### Komiks w Polsce
W Polsce znajdującej się wówczas pod zaborami podobnie jak w innych częściach świata komiks ma swoje korzenie w XIX wiecznej grafice gazetowej oraz publikowanych w nich satyrycznych rysunkach. Najbardziej znanym ilustrowanym czasopismem satyrycznym, w którym ukazywały się odpowiedniki zachodnich "comic strips" na przełomie XIX i XX wieku było czasopismo Mucha wydawane od 1868 roku w Warszawie.
Pierwsze próby tworzenia całkowicie odrębnych, sekwencyjnych opowieści obrazkowych pojawiły się zaraz po odzyskaniu przez Polskę niepodległości. Pierwszy cykl komiksowy ukazał się w Polsce w lutym 1919 roku we Lwowie na łamach tygodnika satyryczno-politycznego „Szczutek” i nosił tytuł „Przygody Szalonego Grzesia”. Komiks, który wychodził regularnie (ukazało się w sumie 28 powiązanych ze sobą odcinków, każdy składał się z 6 różnych obrazków). Akcja komiksu osadzona była w realiach tzw. „wojen o granice” w czasie których trwały walki żołnierzy polskich z Rosjanami, Ukraińcami, Niemcami i Czechami. Autorami komiksu byli Kamil Mackiewicz oraz pochodzący ze Stanisławowa Stanisław Wasylewski. Popularność komiksu sprawiła, że „przygody Grzesia” zostały wydane w 1920 roku we Lwowie w formie zeszytowej.
Dwudziestolecie międzywojenne w Polsce przyniosło całą serię różnego rodzaju komiksów i krótkich historyjek obrazkowych, wśród najbardziej poczytnych były na przykład ilustrowana historia Koziołka Matołka (1932) autorstwa Kornela Makuszyńskiego i Mariana Walentynowicza, gdzie sekwencje obrazków prezentujących akcję były opatrzone słownym komentarzem, „przygody Froncka” o stosunkach polsko-niemieckich, „Przygody Wicka Buły w Raju” o zabarwieniu antysowieckim, „Heil Piffke” wyśmiewający politykę niemiecką względem Czech. Wśród światowych komiksów popularnością cieszyły się znane doskonale także obecnie przygody „Myszki Miki”, czy komiks Alexa Raymonda o Fleszu Gordonie (w tłumaczeniu na polski – „Błysk Gordon”).
W PRL nazwa „komiks” (jako jeden z atrybutów Zachodu) była niemile widziana przez władze komunistyczne. W mediach dyskutowano o szkodliwym wpływie komiksów na psychikę dzieci. Oficjalnie używanymi nazwami na komiksy były „historyjki obrazowe” (Tytus, Romek i A’Tomek) czy wręcz „kolorowe zeszyty” (Kapitan Żbik). Z jednej stony komiks był obiektem krytyki ze strony władzy, ale też widziała w nim poręczne narzędzie propagandowe. Czego dowodem może być komiks Kapitan Żbik, którego celem było ocieplenie wizerunku Milicji Obywatelskiej.
Marian Walentynowicz był także autorem rysunków żartobliwego komiksu „bez dymków” pt. „Walenty Pompka na wojnie” do tekstu Ryszarda Kiersnowskiego, drukowanego w 1957 r. przez ówczesny tygodnik dla młodzieży „Przygoda”.
Jedne z pierwszych peerelowskich komiksów publikował także Szymon Kobyliński. Był on autorem komiksu „Stary zegar” z 1957 roku oraz trzech zeszytów z serii „Przygody pancernych i psa Szarika” (1970–1971). Publikował również w jednym z pierwszych magazynów komiksowych wydawanych w PRL – „Relaxie”. W drugiej połowie lat 70. formy komiksowe uprawiał również polski rysownik Andrzej Mleczko. Rysował on komiksowe satyryczne komentarze do spektakli teatralnych granych przez Teatr im. Stefana Jaracza w Łodzi.
W czasopiśmie harcerskim „Świat Młodych” komiksy publikowała trójka wybitnych rysowników: Henryk Jerzy Chmielewski, Janusz Christa, Szarlota Pawel.
Rynek komiksowy w Polsce ulegał przeobrażeniom zwłaszcza po 1989 roku. Początkowo zdominowany przez tłumaczenia amerykańskich serii o superbohaterach, od początku XXI wieku stał się zróżnicowany. Rekordowy pod tym względem był 2015 rok, kiedy ukazało się po polsku blisko 900 komiksów (o 15 procent więcej niż rok wcześniej).
W 2008 roku zarządzeniem dyrekcji Biblioteki Uniwersyteckiej w Poznaniu powołano do życia Kolekcję Komiksów, która w lipcu 2017 roku została przekształcona w Pracownię Komiksu. Na początku 2020 roku w jej zbiorach znajdowało się ponad 15 tysięcy woluminów komiksów wydanych w Polsce oraz wielu innych krajach. Z wielu materiałów rzadkich należy wymienić gromadzone tam polskie ziny komiksowe, spuściznę po Henryku Derwichu oraz kolekcję komiksów Jerzego Skarżyńskiego. Biblioteka była wraz z Fundacją Centrala współorganizatorem niektórych edycji Międzynarodowego Festiwalu Sztuki Komiksowej Ligatura (2009-2012), a od roku 2017 jest głównym organizatorem Poznańskiego Festiwalu Sztuki Komiksowej.
W pierwszej dekadzie XXI wieku, oprócz tradycyjnych komiksów drukowanych powstało wiele komiksów sieciowych, ukazujących się w różnych odstępach czasu w Internecie.
W 2018 r. w Muzeum Narodowym w Krakowie odbyła się wystawa „Teraz Komiks” (kuratorzy: Wojciech Jama, Tomasz Trzaskalik, Artur Wabik), na której zaprezentowano ponad 600 obiektów z lat 1871-2017, związanych z komiksem w Polsce. W ciągu niecałych 5 miesięcy trwania wystawy, odwiedziło ją niemal 37 tysięcy osób.

## Imprezy komiksowe
W Polsce organizowane są imprezy popularyzujące sztukę komiksową. Są to:
- Bałtycki Festiwal Komiksu
- Festiwal Komiksowa Warszawa
- Festiwal Komiksów Historycznych
- Międzynarodowy Festiwal Komiksu i Gier w Łodzi
- Krakowski Festiwal Komiksu
- Poznański Festiwal Sztuki Komiksowej[27]